# Bemalte Höhlen in Ostkalimantan
Seit 1994 wurden in Ostkalimantan, Borneo, Indonesien mehr als 30 Höhlen entdeckt, in denen sich insgesamt ca. 1.500 prähistorische Malereien befinden. Entdeckt wurden die Malereien, von denen manche über 10.000 Jahre alt sind, von einem französisch-indonesischen Forscherteam. Die Höhlen liegen heute im Urwald in der Umgebung der Flüsse Bungalun, Karangan und Marang.
Ein häufiges Motiv der Malereien sind Handabdrücke, die vielfach auf besondere Art angeordnet sind: So finden sich in mehreren Höhlen gemalte baum- oder wurzelartige Verbindungen zwischen den einzelnen Händen, über deren Bedeutung zurzeit nur spekuliert werden kann. Die Lage der Höhlen bzw. der Malereien an schwer zugänglichen Stellen im Fels scheint darauf hinzudeuten, dass die Malereien oder doch zumindest die bemalten Orte bestimmten, vielleicht religiösen, Ritualen dienten. Es scheint einige Ähnlichkeiten mit Höhlenmalereien in Australien zu geben, die eine Neubewertung der frühen Besiedlung im Bereich der Sundainseln zumindest nahelegen.

## Liste einiger Höhlen mit Entdeckungsdatum
- Gua Mardua, 1994
- Liang Sara, 1995
- Liang Ara, 1996
- Gua Masri, 1998
- Ilas Kenceng, 1998
- Gua Tewet, 1999
- Gua Ham, 2001
- Gua Thamrin, 2001
- Gua Misna, 2003
- Gua Tengkorak (freigelegt), 2003
- Liang Jon (freigelegt), 2003
- Liang Karim, 2003
- Gua Batu Aji (freigelegt), 2004
- Gua Keboboh (freigelegt), 2004